# Dhar Ubarran (episch gedicht)
Dhar Ubarran is een episch gedicht uit de Marokkaanse Rif, waarin de slag om de gelijknamige berg in het land van de Temsamane wordt bezongen. Deze veldslag was het begin van de Riffijnse onafhankelijkheidsstrijd tegen de Spaanse bezetter (1921-1926). Het gedicht wordt al honderd jaar vertolkt en staat ook op het repertoire van een aantal muziekgroepen. Informeel heeft het de status van een volkslied.

## Versies
Dhar Ubarran is overgeleverd in vele versies. De meeste onderzoekers gaan uit van een tekst  van 20 à  25 versregels, die grotendeels identiek zijn. De volgorde kan variëren. Vaak worden een of meer fragmenten (izran) toegevoegd of geïntegreerd in het gedicht. Deze hebben meestal een andere rijmklank. De ‘standaardversie’ van het gedicht bevat slechts twee rijmklanken: ruim de helft van de regels rijmt op -an, het tweede deel rijmt op -a. De versregels vallen uiteen in twee helften en bestaan uit tien à vijftien lettergrepen.
Of de ‘standaardversie’ al tijdens de oorlog is ontstaan, is onbekend. Eind jaren vijftig zijn varianten genoteerd van een tiental regels. Sommige auteurs maken melding van versies die wel 160 regels bevatten. Deze starten in grote lijnen met de standaardtekst, gevolgd door tientallen korte fragmenten met andere rijmklanken. Een deel van deze fragmenten is ook overgeleverd als zelfstandig gedicht (izri).

## Inhoud
Het gedicht begint met een dreigend klinkende inleiding, waarin bedrog het centrale thema is. De berg, die staat voor de hele Rif, is bedrogen door de Spanjaarden; of de Spanjaarden zijn bedrogen uitgekomen toen ze de berg hebben bezet.
Daarna volgt een lange passage over de strijd, waarin de nederlaag van de Spanjaarden op denigrerende wijze wordt neergezet. Het verhaal dat verteld wordt is repetitief. De mobilisatie van de Riffijnen en de afloop van de strijd worden twee keer behandeld. Mogelijk refereert de tweede beschrijving aan een andere veldslag in de oorlog. Het verhaal over de oorlogshandelingen eindigt met een eerbetoon aan twee helden.
De dreigende en triomfantelijke toon in de beschrijving van de veldslag maakt plaats voor vertwijfeling in het laatste gedeelte van het gedicht: een strijder moet een vrouw op de hoogte stellen van de dood van haar man of vader. Het gedicht eindigt in sommige versies met een oproep tot voortzetting van de strijd, waarin ook de rol van vrouwen benadrukt wordt.
Enkele fragmenten van Dhar Ubarran zijn gemodelleerd naar oudere epische gedichten over de strijd tegen de Spaanse expansie, uit het begin van de jaren 1910. In de regio Guelaya werd toen fel gevochten onder leiding van Mohamed Amezian. De startregel en de passage over het verdriet van een nabestaande, in het geval van Mohamed Amezian zijn dochter Habiba, zijn in grote lijnen hetzelfde.

## Historische personen
In het gedicht worden opvallend veel namen genoemd, die bijna alle te herleiden zijn tot historische personen. Achtereenvolgens gaat het om twee Riffijnse verraders, een Spaanse kapitein en twee Riffijnse helden. De leider van het verzet, Abdelkrim El Khattabi, ontbreekt echter. De Ait Waryaghar spelen de hoofdrol in het gedicht. Zij waren dan ook de motor van de vrijheidsstrijd. In sommige versies zijn ‘de Ait Waryaghar’ vervangen door ‘de Riffijnen’.

## Tekst
De vertaling bevat dezelfde versregels als de versie in het werk van Bounfour e.a., maar is inhoudelijk een combinatie van vijf verschillende vertalingen in het Frans of het Nederlands.
O Dhar Ubarran, waar de botten rotten.
Wie jou bedriegt, hem zal de Tijd bedriegen,
Zoals op de zee het schip wordt bedrogen.
Wie heeft je bedrogen?
Was het de Spanjaard die tenten en kanonnen bracht?
De verraders Aqarcach en Amr Buyuzan?
Of de meiden met de koorden om hun lijf?
Daar dreunde het kanon, sloegen paarden op hol,
Daar stierf de kapitein en met hem zijn tolk.
Kapitein Bariya trok op naar Temsaman.
Beschouw je Temsaman als een klaprozenveld?
De Waryaghar trokken op, jong zowel als oud.
Ze sloegen de Kikkers als vissen aan de haak.
De Waryaghar trokken op met twaalfhonderd man.
Met vijf gevallenen keerden ze terug.
O Hammu nHadj Isa, op het blauwe paard,
O sjeik Amar, die stierf in het prikkeldraad.
Heer, wat moet ik doen als ik Fettouch tegenkom
En zij vraagt of ik weet waar Mouh gebleven is.
“Mouh is een held, hij is gedood door een granaat.”
Uit haar zwarte wimpers druppelen de tranen.
Moeder, mijn knieën kunnen me niet meer dragen.
Jullie Temsaman zijn altijd strijders geweest,
Vechtend met de handen, ook de vrouwen vochten mee.
Ze beklommen de rotsen, proviand op de rug.